# Calleville-les-Deux-Églises
 Calleville-les-Deux-Églises  es una población y comuna francesa, en la región de Alta Normandía, departamento de Sena Marítimo, en el distrito de Dieppe y cantón de Tôtes.

## Demografía
| 223 | 197 | 178 | 285 | 303 | 305 |
| Para los censos de 1962 a 1999 la población legal corresponde a la población sin duplicidades (Fuente: INSEE [Consultar]) |     |     |     |     |     |